# Парфёнов, Дмитрий Владимирович
Дми́трий Влади́мирович Парфёнов (укр. Дмитро Володимирович Парфьонов; род. 11 сентября 1974, Одесса) — советский, украинский и российский футболист, защитник, после окончания игровой карьеры — тренер.

## Игровая карьера
Воспитанник СДЮШОР «Черноморец» (Одесса). Семь сезонов играл за клуб (дебютировал за основной состав в 1991 году в Кубке СССР), где являлся одним из лидеров, дважды выигрывал Кубок Украины (1992, 1993/94), дважды становился вице-чемпионом Украины (1994/95, 1995/96) и дважды завоёвывал бронзовые медали (1992/93, 1993/94). Неоднократно участвовал в матчах еврокубков. Рекордсмен «Черноморца» по числу матчей в розыгрышах Кубка Украины (27). В 1995 году в Одессе в его машину сели неизвестные и, угрожая ножами, заставили выехать за город, где напоили водкой с клофелином. Парфёнов очнулся только через несколько часов без машины, денег и документов. В 1997 году половину сезона играл за днепропетровский «Днепр».
С 1998 года играл за московский «Спартак», в составе которого добился наибольших успехов (четырёхкратный чемпион России (1998—2001) и обладатель Кубка России 1997/98), играя на фланге защиты.
3 августа 2002 года в матче против московского «Динамо» в результате игрового столкновения с Виталием Гришиным на 85-й минуте Парфёнов получил перелом обеих костей правой голени со смещением. По словам журналиста Вячеслава Короткина, в результате столкновения прозвучал слышный на весь стадион звук треска, который он даже поначалу принял за сломавшийся щиток. По словам Парфёнова, лечение было крайне болезненным, а на поле он вернулся только в ноябре 2003 года.
Из-за последствий травмы карьера пошла на спад, и в 2005 году Парфёнов покинул «Спартак». Затем выступал за «Динамо» Москва, «Химки», киевский «Арсенал», «Сатурн», но ни в одной из команд не смог заиграть на прежнем уровне.
В 2012 году провёл четыре матча за тульский «Арсенал» в любительской лиге (зона «Черноземье»).
За сборную Украины провёл 18 матчей.

## Тренерская карьера

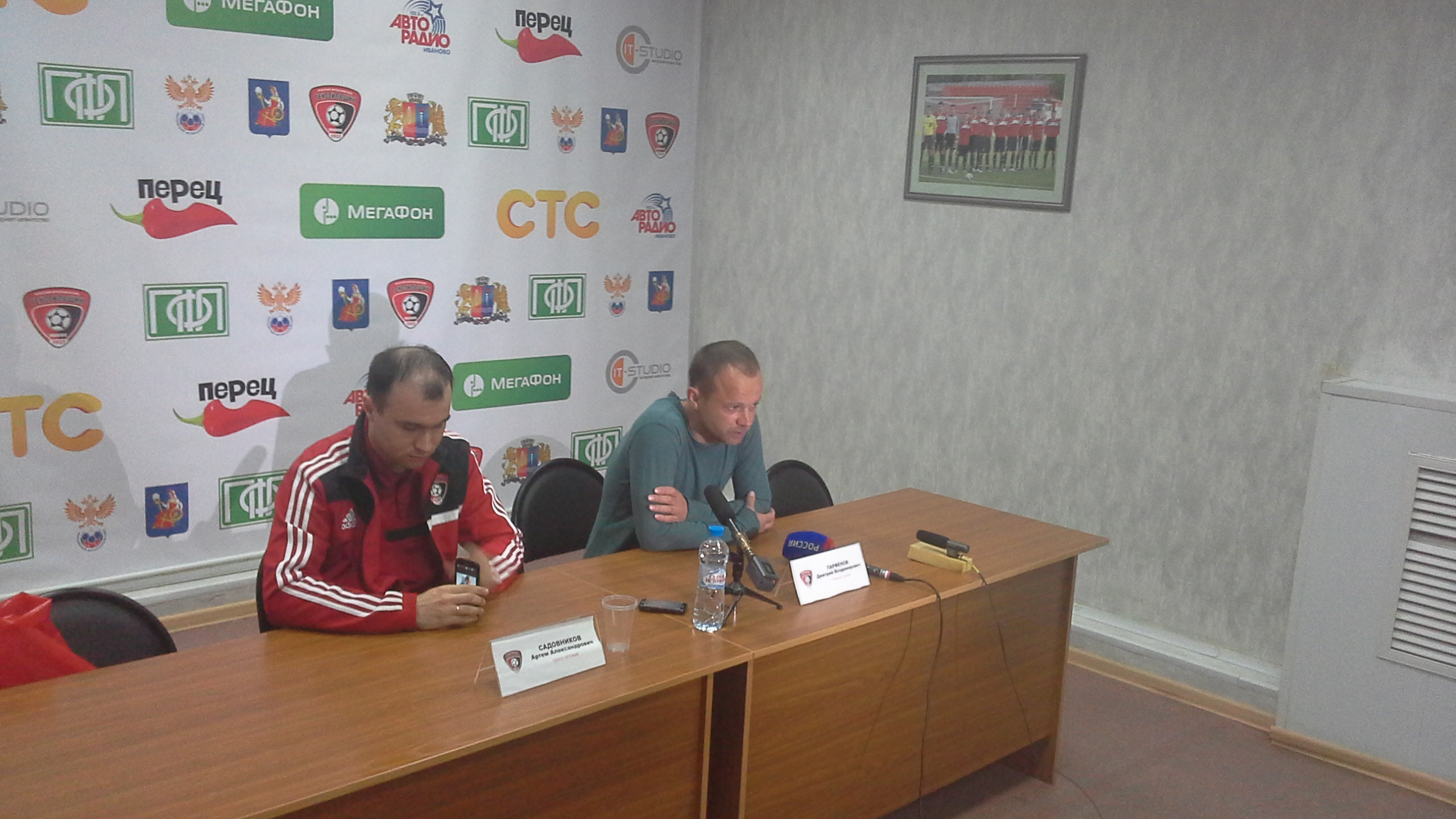
На послематчевой пресс-конференции по итогам встречи «Текстильщик» (Иваново) — «Вологда» 22 апреля 2014 года

В начале 2012 года вошёл в тренерский штаб юношеской сборной России 1994 года.
В конце июня 2012 года возглавил «Текстильщик» Иваново. В первом сезоне под его руководством команда завоевала бронзовые медали во втором дивизионе в зоне «Запад». С июня 2013 года ему помогал Вадим Евсеев. В феврале 2014 года Парфёнов получил тренерскую лицензию категории «А». В начале 2015 года прошёл первый этап обучения на получение лицензии «PRO». 7 августа 2015 было объявлено об уходе Парфёнова из «Текстильщика».
12 августа он подписал контракт с клубом ФНЛ «Тосно» сроком на два года. Под руководством Парфёнова клуб вышел в премьер-лигу, досрочно заняв второе место в первенстве ФНЛ 2016/17. 9 мая 2018 года «Тосно» в финале Кубка России обыграл курский «Авангард» и завоевал трофей, ставший для Парфёнова первым в его тренерской карьере. Однако уже через четыре дня «Тосно» вылетел из премьер-лиги, заняв 15-е место, и был вскоре расформирован.
21 мая 2018 года был назначен главным тренером клуба премьер-лиги «Урал», с которым дошёл до финала Кубка России 2018/19. 19 июля 2020 года подал в отставку после домашнего поражения в полуфинале Кубка России от команды «Химки» 1:3. На следующий день отставка была принята.
2 ноября 2020 года был назначен на пост главного тренера тульского «Арсенала». Покинул клуб 3 сентября 2021 года, контракт был расторгнут по соглашению сторон.
11 июня 2022 года был назначен главным тренером клуба первой лиги «Родина». 10 октября 2023 года был уволен по обоюдному согласию сторон.
1 декабря 2023 года возглавил казахстанский клуб «Актобе» из Премьер-лиги, подписав контракт до конца 2024 года. 1 сентября 2024 года расторг контракт с клубом по обоюдному согласию сторон.

## Достижения

### В качестве игрока
«Черноморец»
- Серебряный призёр чемпионата Украины: 1994/95, 1995/96
- Бронзовый призёр чемпионата Украины: 1992/93, 1993/94
- Обладатель Кубка Украины: 1992, 1993/94
- Итого: 2 трофея

«Спартак»
- Чемпион России: (4) 1998, 1999, 2000, 2001
- Серебряный призёр чемпионата России: 2005
- Бронзовый призёр чемпионата России: 2002
- Обладатель Кубка России: 1997/98
- Итого: 5 трофеев

«Химки»
- Победитель первого дивизиона России: 2006

### В качестве тренера
«Тосно»
- Обладатель Кубка России: 2017/18

«Урал»
- Финалист Кубка России: 2018/19

### Личные
- В списках лучших футболистов Украины[укр.]: 1994/95 — № 2
- В списке 33 лучших футболистов Украины (5): 2004 — № 1, 1999, 2000 — № 2, 2002, 2002 — № 3
- В списках 33 лучших футболистов чемпионата России: 1998, 1999, 2000 — № 1, 2002 — № 2

## Тренерская статистика
| Клуб           | Начало работы   | Окончание работы | Результаты | Результаты | Результаты | Результаты | Результаты | Результаты | Результаты | Результаты |
| Клуб           | Начало работы   | Окончание работы | И          | В          | Н          | П          | МЗ         | МП         | РМ         | % побед    |
| -------------- | --------------- | ---------------- | ---------- | ---------- | ---------- | ---------- | ---------- | ---------- | ---------- | ---------- |
| Текстильщик    | 27 июня 2012    | 7 августа 2015   | 100        | 56         | 23         | 21         | 166        | 98         | +68        | 056,00     |
| Тосно          | 12 августа 2015 | 21 мая 2018      | 112        | 52         | 21         | 39         | 163        | 150        | +13        | 046,43     |
| Урал           | 21 мая 2018     | 19 июля 2020     | 70         | 26         | 18         | 26         | 91         | 112        | −21        | 037,14     |
| Арсенал (Тула) | 2 ноября 2020   | 3 сентября 2021  | 25         | 5          | 3          | 17         | 22         | 42         | −20        | 020,00     |
| Родина         | 11 июня 2022    | 10 октября 2023  | 52         | 20         | 16         | 16         | 75         | 67         | +8         | 038,46     |
| Актобе         | 1 декабря 2023  | 1 сентября 2024  | 27         | 13         | 8          | 6          | 45         | 32         | +13        | 048,15     |
| Всего          | Всего           | Всего            | 386        | 172        | 89         | 125        | 562        | 501        | +61        | 044,56     |

## Статистика по сезонам
в чемпионатах страны
| Сезон     | Команда                     | Кол-во игр | Кол-во голов |
| --------- | --------------------------- | ---------- | ------------ |
| 1991      | «Черноморец» Одесса         | 0          | 0            |
| 1992      | «Черноморец» Одесса         | 12         | 0            |
| 1992/93   | «Черноморец» Одесса         | 28         | 0            |
| 1993/94   | «Черноморец» Одесса         | 32         | 3            |
| 1994/95   | «Черноморец» Одесса         | 33         | 6            |
| 1995/96   | «Черноморец» Одесса         | 34         | 0            |
| 1996/97   | «Черноморец» Одесса         | 25         | 1            |
| 1997/98   | «Днепр» Днепропетровск      | 13         | 3            |
| 1998      | «Спартак» Москва            | 29         | 1            |
| 1999      | «Спартак» Москва            | 17         | 0            |
| 2000      | «Спартак» Москва            | 25         | 4            |
| 2001      | «Спартак» Москва            | 26         | 4            |
| 2002      | «Спартак» Москва            | 16         | 2            |
| 2003      | «Спартак» Москва            | 1          | 0            |
| 2004      | «Спартак» Москва            | 9          | 4            |
| 2005      | «Спартак» Москва            | 2          | 0            |
| 2005      | «Динамо» Москва             | 6          | 0            |
| 2006 (1д) | «Химки» Московская область  | 6          | 0            |
| 2007      | «Химки» Московская область  | 9          | 0            |
| 2007/08   | «Арсенал» Киев              | 8          | 0            |
| 2009      | «Сатурн» Московская область | 4          | 0            |
| 2010      | «Сатурн» Московская область | 13         | 0            |
| 2011/2012 | «Арсенал» (Тула)            | 4          | 1            |